# Wakawaka
Wakawaka är ett utdött australiskt språk. Wakawaka talades i Queensland. Wakawaka tillhörde de pama-nyunganska språken.